# Pseudonomoneura californica
Pseudonomoneura californica är en tvåvingeart som först beskrevs av Hardy 1950.  Pseudonomoneura californica ingår i släktet Pseudonomoneura och familjen Mydidae.
Artens utbredningsområde är Kalifornien. Inga underarter finns listade i Catalogue of Life.